# سترة التبريد
سترة التبريد هي قطعة من الملابس المصنوعة خصيصًا مصممة لخفض أو تثبيت درجة حرارة الجسم وجعل التعرض للمناخات أو البيئات الدافئة أكثر قابلية للتحمل. يتم استخدام سترات التبريد من قبل العديد من الرياضيين، وعمال البناء، فضلًا عن الأفراد الذين يعانون من التصلب المتعدد، وخلل التنسج الأديمي الظاهر ناقص التعرق، أو أنواع مختلفة من الإصابات الرياضية.

## أنواع
تتراوح سترات التبريد في الوزن من 1 إلى 3.5 كغم تقريبًا، اعتمادًا على النموذج. في حين أن العديد من الأنواع الفرعية موجودة بالفعل، فإن سترات التبريد تقع في واحد من 5 الأنواع الأولية:
- عادة ما يتم غمر سترات التبريد التبخيري في الماء لمدة 3-5 دقائق تقريبًا ويتم عصرها قليلاً أو تجفيفها. وعادة ما يتم ارتداؤها خارج الملابس، وعندما يتفاعل الماء الموجود في السترة مع بلورات التبريد المعالجة بشكل خاص أو عوامل التبريد الأخرى، يتبخر الماء مما يؤدي إلى انخفاض درجة حرارة الجسم. وهي خفيفة الوزن، وسهلة الاستخدام، ولا يلزم توفير الكهرباء لجعلها مثالية للأشخاص الذين يتنقلون. وهي أيضًا أكثر أشكال سترة التبريد تكلفة.
- تستخدم سترات التبريد المثلجة علب طاقة التبريد التي يتم تنشيطها داخل الثلاجة ثم توضع في جيوب داخل سترة التبريد. لأنها باردة جدا لللمس، هذا النوع من سترة التبريد دائمًا ما ترتدى خارج الملابس.
- إن مادة التبريد التي تتغير مرحليًا تستخدم علب التبريد التي تحافظ على درجات حرارة أعلى كثيراً عندما يتم تبريدها أو تجميدها أو وضعها في الماء. وكثيراً ما تحتوي علب التغيير التدريجي هذه على السوائل (الزيوت والدهون غير السمية عادة) التي تصلب (مثل الشمع) عادة بين 55 و65 درجة وتستمر عادة بين 1.5 و4 ساعات. ومن ثم فإن هذه الحزمة المرنة المبردة سوف تساعد في خفض درجة حرارة المطيرين لمدة تصل إلى 4 ساعات.
- سترة تبريد جيدة التدفق تستخدم نظام تدفق المياه التي تضخ المياه من خلال سترة باستخدام الخراطيم.
- سترة تبريد حرارية تعمل على تأثير بلتيير وتبرد أسفل السطح الداخلي للسترة. وهو يعمل بواسطة بطارية محمولة.

## استخدام
تم تقييم تأثيرات سترات التبريد على الرياضيين لتحسين أدائهم في عدة مناسبات؛ وفي الألعاب الأولمبية الصيفية لعام 2004، كان عدة أمريكيين وأستراليين مزودين بسترات تبريد زودهم بها نايك وأولمبياد 2004، 2008، 2012، و2016 الحرارة في القطب الشمالي، واستخدموا قبل الأحداث.
وتستخدم سترات التبريد أيضًا من قبل الأشخاص الذين يعانون من التصلب المتعدد. في التصلب المتعدد، تصبح الألياف العصبية منقوصة مما يؤدي إلى الألم وعدم الراحة عندما ترتفع درجة الحرارة. الألياف العصبية قد تكون أيضًا إعادة أو في عملية إصلاح نفسها ولا تزال حساسة لارتفاع درجات الحرارة. سترة التبريد تبقي درجة حرارة المريض منخفضة، مما يقلل من أعراض الألم. في عام 2005، تم تمويل دراسة لمدة 12 أسبوعًا في جامعة بافالو من قبل المعهد الوطني لبحوث الإعاقة والتأهيل، وهو شعبة تابعة لوزارة التعليم في الولايات المتحدة، لتحديد ما إذا كان الأشخاص الذين يعانون من التصلب المتعدد يمكن أن يمارسوا ممارسة أطول بمساعدة من سترة التبريد.
وتستخدم القوى العاملة الكبيرة أيضًا سترات التبريد في الأسواق الصناعية من البناء إلى النفط والغاز. في عام 2018 طورت اللجنة العليا للتوصيل والتراث أحدث بدلة تبريد فنية باستخدام تقنية التبخير لمساعدة قوة العمل 30 000 في قطر 2022 على استكمال بناء ملاعب كأس العالم. ويعتقد أن هذا هو أكبر وأهم نشر لملابس التبريد التي تم تسليمها والتشاور معها من قبل مكانة التكنولوجيا في المملكة المتحدة.